# Жужанський каганат
Жужанський каганат — у 330—555 роках конфедеративна держава кочових племен Монголії і Маньчжурії під проводом жужанів. Займала терени сучасної Монголії, Північного Китаю та частини Далекосхідної Росії та Казахстану. Перша з кочових політій, що керувалася каганами (з 402). Походження жужанів невідоме. Їх пов'язують з протомонголами або прототюрками. Межувала на півдні з Китайською цивілізацією. Занепала внаслідок протистояння з тюрками, а також китайськими династіями Північна Ці й Північна Чжоу. Нащадків жужанів іноді помилково пов'язують з аварами, які з'явились пізніше у Східній Європі.

## Назва
- Жужани (кит.: 柔然; Róurán) — у китайських джерелах та історіографії.
- Жужусці / Жуанжуани (кит.: 蠕蠕; Rúrú / Ruǎnruǎn; кит.: 茹茹, Ruru) — у китайських джерелах.
- Тантани (кит.: 檀檀, Tántán) — у китайських джерелах.

Назва з'являється у історії з наказів імператора Північної Вей Тайу (Тао Тоба, що правив у 424—452 роках), який воював з ними й намагався їх вгамувати.

## Походження
Пращур жужан Мугулюй засвідчено був початково рабом народу туоба, що мешкали на північ від Яньцзи. Нащадок Мугулу Юйцзюлюй Шелунь був першим вождем який спромігся об'єднати народ жужан й здобути владу над теле й сяньбей. Шелунь був також першим зі степових кочовиків що назвався титулом каган у 402 році, що був початково званням князів сяньбей.
Те трохи, що відоме про жужанських можновладців знаходимо у «Книзі Вей» як відгалуження сяньбей.
Жужанський каганат керувався племенем сяньбей, що залишилися у монгольських степах після масової міграції сяньбей на південь у Північний Китай й формування ними там численних державних утворень.

## Розквіт імперії

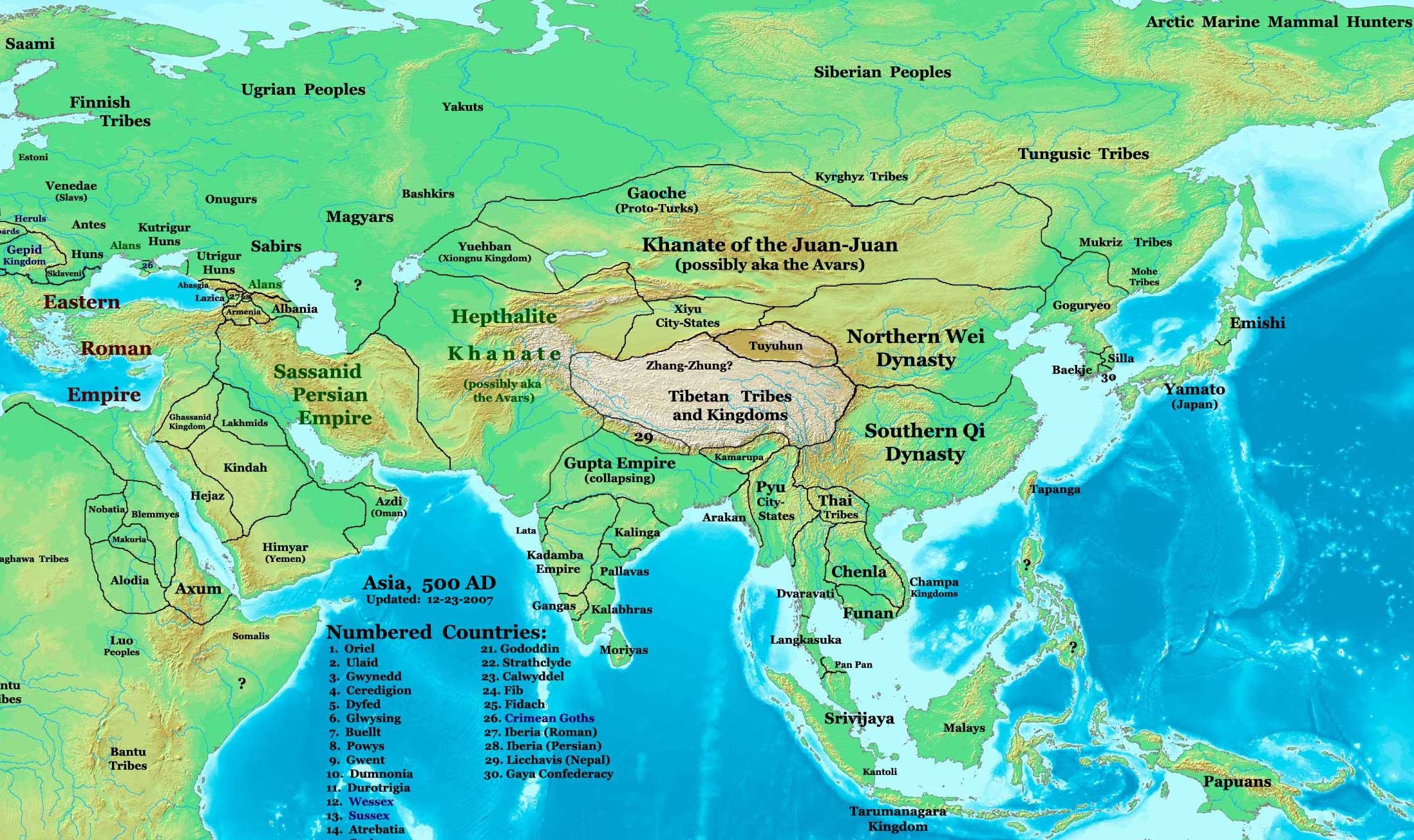
Жужанський каганат й сусідні азійські держави на 500 рік

Жужани стали уперше відомі підкоренням теле й формуванням імперії що простягалася до Хулуна у східній Внутрішній Монголії. На заході імперії була орда ефталитів, що були васалами жужан до початку 5 сторіччя. Жужани володіли монгольськими степами від маньчжурської межі до Турпана і можливо до східного узбережжя озера Балхаш, а також від річки Орхон до Застінного Китаю.

## Кінець панування жужан
Початком кінця піднесення жужан було відпадіння на заході ефталитської орди й численні внутрішні конфлікти, що підбурювалися китайськими агентами. 508 року теле перемогли жужан у битві. У 516 році жужани перемогли теле.
Після відкинення пропозиції про монархічний шлюб жужанами тюркський вождь Туцзюе приєднався до держави Західна Вей, наступниці держави північна Вей, й повстав проти жужанського панування. 555 року вони повідрубали голови у 3000 жужан. Останній жужанський каган разом з жужанською шляхтою втекли до Західної Веї, проте були страчені на вимогу тюрка Туцзюе. За європейськими джерелами жужани втекли степами на захід після такого жорстокого відношення переможців, що стала відома у Європі й Україні навалою аварів. Саме з цим періодом можна пов'язувати поширення іншого відомого ще китайцям етноніма жужан — татар.
Жужани підкорили сучасні краї Сінцзяну, Монголії, Туркестану, південь Сибіру й частину Маньчжурії з кінця 4 сторіччя.
Їхні часті вторгнення істотно впливали на сусідні країни. Хоча вони мали тюркський народ ашина у своїй федерації, проте саме вони поклали край владі жужан у спілці з іншими степовими народностями й китайськими державами Північна Ци та Північна Чжоу 552 року. Північна Вей, створила шість військових таборів — гарнізонів, що межували з жужанами, які згодом стали вогнищем ряду великих заколотів на початку шостого сторіччя проти китайської держави.

## Правителі

### Вожді
- початок ІІІ ст.: Мугулюй 木骨閭

### Кагани
- 402—410: Юйцзюлюй Шелунь 郁久閭社崙 / каган Цюдоуфа 丘豆伐可汗

### Монографії
- Barfield, Thomas (1989), The Perilous Frontier: Nomadic Empires and China, Basil Blackwell
- Bregel, Yuri (2003), An Historical Atlas of Central Asia, Brill
- Grousset, René. (1970). The Empire of the Steppes: a History of Central Asia. Translated by Naomi Walford. Rutgers University Press.
- Kradin, Nikolay. "From Tribal Confederation to Empire: the Evolution of the Rouran Society". Acta Orientalia Academiae Scientiarum Hungaricae, Vol. 58, No 2 (2005): 149–169.
- Крадин Н. Н. Общественный строй Жужаньского каганата // История и археология Дальнего Востока. — Владивосток, 2000. — С. 80—94.